# Queijo Serpa
El Queijo Serpa (DOP) es un queso originario del Alentejo (Portugal). Recibe su nombre de la comarca del Serpa.
Se trata de un queso elaborado con leche de oveja que posee una Denominación de Origen Protegida concedida por la Unión Europea, en un área que incluye casi todo distrito de Beja y cinco freguesias de tres concelhos del distrito de Setúbal.

## Características
La leche de oveja de este queso se cuaja mediante la acción de una infusión de cardos. Se dejan madurar durante un periodo de treinta días en un ambiente fresco y húmedo. 

## Área geográfica
La zona geográfica de producción, transformación y elaboración del Queijo Serpa incluye:
- Distrito de Beja: Aljustrel, Almodôvar, Alvito, Beja, Castro Verde, Cuba, Ferreira do Alentejo, Mértola, Moura, Ourique, Serpa, Vidigueira y las freguesias de Colos y Vale de Santiago en el municipio de Odemira.
- Distrito de Setúbal: freguesias de São Domingos, Alvalade y Abela, el municipio de Santiago do Cacém, Azinheira dos Barros e São Mamede do Sádão, en el municipio de Grândola, y Torrão en el municipio de Alcácer do Sal.

## Entidad certificadora
La entidad certificadora del Queijo Serpa es la Associação de Criadores de Ovinos do Sul - ACOS. (La Asociación de Criadores de Ganado Ovino del Sur)